# 2809 Vernadskij
2809 Vernadskij este un asteroid din centura principală, descoperit pe 31 august 1978 de Nikolai Cernîh.